# گمینا تچو
گمینا تچو (به لهستانی:  Gmina Tczew) یک گمینا در لهستان است که در شهرستان تچف واقع شده‌است. گمینا تچو ۱۷۰٫۶۱ کیلومتر مربع مساحت و ۱۱٬۲۳۳ نفر جمعیت دارد.